# Phyllonorycter anceps
Phyllonorycter anceps là một loài bướm đêm thuộc họ Gracillariidae. Nó được tìm thấy ở Sardinia, Ý và Crete.
Ấu trùng ăn Malus, Mespilus, Prunus dulcis và Pyrus communis. Chúng cuộn lá làm tổ. They create a lower-surface tentiform mine which is 10–12 mm long in Almond và about 15 mm long in Pear. The lower epidermis contains two to three length folds.